# Sazhetek vüzhenja 'Slaven'skega po nedelah
Sazhetek vüzhenja 'Slaven'skega po nedelah (Začetek slovenskega pouka po nedeljah) je učbenik za nedeljske šole, obenem prvo delo Petra Dajnka, štajerskega pisca v bohoričici.
Prva knjiga v vzhodni štajerščini je bila prevod nemškega katekizma Ignaza Parhamerja iz leta 1758. Peter Dajnko je začel konkretno standardizacijo vzhodne štajerščine, čeprav ta prva knjiga, Sazhetek vüzhenja še nima čistega jezika. Prve štajerske knjige imajo ogromno tujk iz osrednje slovenščine, kajkavščine in prekmurščine.
Dajnko je postopno očistil svoj jezik in v 20. letih 19. stoletja razvil svojo pisavo, t.i. dajnčico. Dajnkovi učbeniki, molitveniki in lekcionarji, ter knjiga o čebelarstvu so standardizirali vzhodno štajerščino, ki pa so jo avstrijske oblasti leta 1838 za šolsko rabo prepovedale.
GOSPODOVA MOLITVA.
Ozha naſh, ker ſi v'nebeſah. Poſvezheno bodi tvojo ime. Pridi k'nam tvojo kraleſtvo. Sgodi ſe tvoja vola, kak na nebi, tak na semli. Daj nam dneſ naſh vſakdéni krüh. Odpüſti nam naſhe duge, kak mi odpüſtimo naſhim dushnikom, nu nepelaj naſ v'ſküſhavo, temuzh odreſhi naſ od slega. Amen.

ZHASTENA MARIA.
Zhastena bodi Maria! miloſti puna, Goſpod je ſ'tobo, ti ſi shegnana med shenami, nu shegnan je ſad tvojega tela Jesuſ. Sveta Maria, mati Boshja! proſi sa naſ greſhnike sdaj nu ob vüri naſhe ſmerti. Amen.

APOSTOLSKA VERA.

Jaſ verjem na Boga Ozheta, vſega-mogozhnega ſtvarnika nebeſ nu semle. Na Jesu-ſa Kriſtuſa, njegovega edinorojenega sina, Goſpoda naſhega, ker je ſpozhet od Düha Svetega, rojen is Marie Divize, terpel pod Ponziuſom, Pilatuſhom; krishan gratal, vmeral, pokopan bil, nu dol v'pekel ſhal; na tretji den pa od mertvih ſtanil, v'nebeſa ſhal, tam ſedi na deſnizi vſega-mogozhnega Boga Ozheta; od ondod bo priſhal ſodit shivih nu mertvih. Jaſ verjem na Svetega Düha. Sveto Kriſtjanſko, Katolſhko zirkvo. Gmaino Svetnikov. Odpüſhenje grehev. Gorſtajanje meſa. Nu vezhno shivlenje. Amen.